# Horta-Guinardó
Horta-Guinardó és un districte de la ciutat de Barcelona. És el tercer districte més extens, després de Sants i Montjuïc i Sarrià i Sant Gervasi. Amb una superfície de 1.194,7 hectàrees, representa l'11,9% de l'extensió total del municipi. El 2021 tenia 173.944 habitants, un lleuger augment dels 171.961 habitants de l'any 2009.
Hereu de l'antic municipi d'Horta, agregat al de Barcelona el 1903, el territori que avui ocupa el districte d'Horta i Guinardó s'ha integrat tardanament en l'espai barceloní. No va ser afectat pel procés d'industrialització del pla de Barcelona al segle xix, ni va sofrir el creixement urbà d'altres nuclis de la ciutat fins a mitjan anys cinquanta; llavors s'hi combinaren l'edificació caòtica de zones sense condicions, i l'existència de nuclis barraquistes, amb la creació d'algunes àrees residencials de qualitat.

## Configuració
El territori del districte actual, tal com fou establert el 1984, inclou la major part de l'antic municipi d'Horta, a què s'han afegit barris administratius d'origen andreuenc (la Font d'en Fargues) i martinenc (el Baix Guinardó, Can Baró i el Guinardó); també inclou el barri del Carmel, format després de l'agregació en un sector on històricament confluïen Gràcia, Horta, Sant Martí i Sant Andreu. En canvi, dos barris administratius històricament hortencs estan inclosos al districte de Gràcia: Vallcarca i els Penitents i el Coll.

## Barris

Barris del districte d'Horta-Guinardó

El districte d'Horta i Guinardó compta amb onze barris o unitats territorials bàsiques:
| Codi | Nom del barri            | Població (2009) | Superfície (ha) | Densitat (hab/ha) |
| ---- | ------------------------ | --------------- | --------------- | ----------------- |
| 33   | El Baix Guinardó         | 26.287          | 56,0            | 469,6             |
| 34   | Can Baró                 | 9.159           | 38,4            | 238,7             |
| 35   | El Guinardó              | 35.836          | 130,8           | 273,9             |
| 36   | La Font d'en Fargues     | 9.608           | 65,7            | 146,2             |
| 37   | El Carmel                | 33.081          | 94,2            | 351,3             |
| 38   | La Teixonera             | 11.494          | 33,7            | 341,1             |
| 39   | Sant Genís dels Agudells | 7.228           | 171,6           | 42,1              |
| 40   | Montbau                  | 5.261           | 204,7           | 25,7              |
| 41   | La Vall d'Hebron         | 5.618           | 73,6            | 76,3              |
| 42   | La Clota                 | 480             | 17,8            | 26,9              |
| 43   | Horta                    | 27.909          | 308,2           | 90,5              |
| VII  | Horta i Guinardó         | 171.961         | 1.194,7         | 143,9             |

## Situació

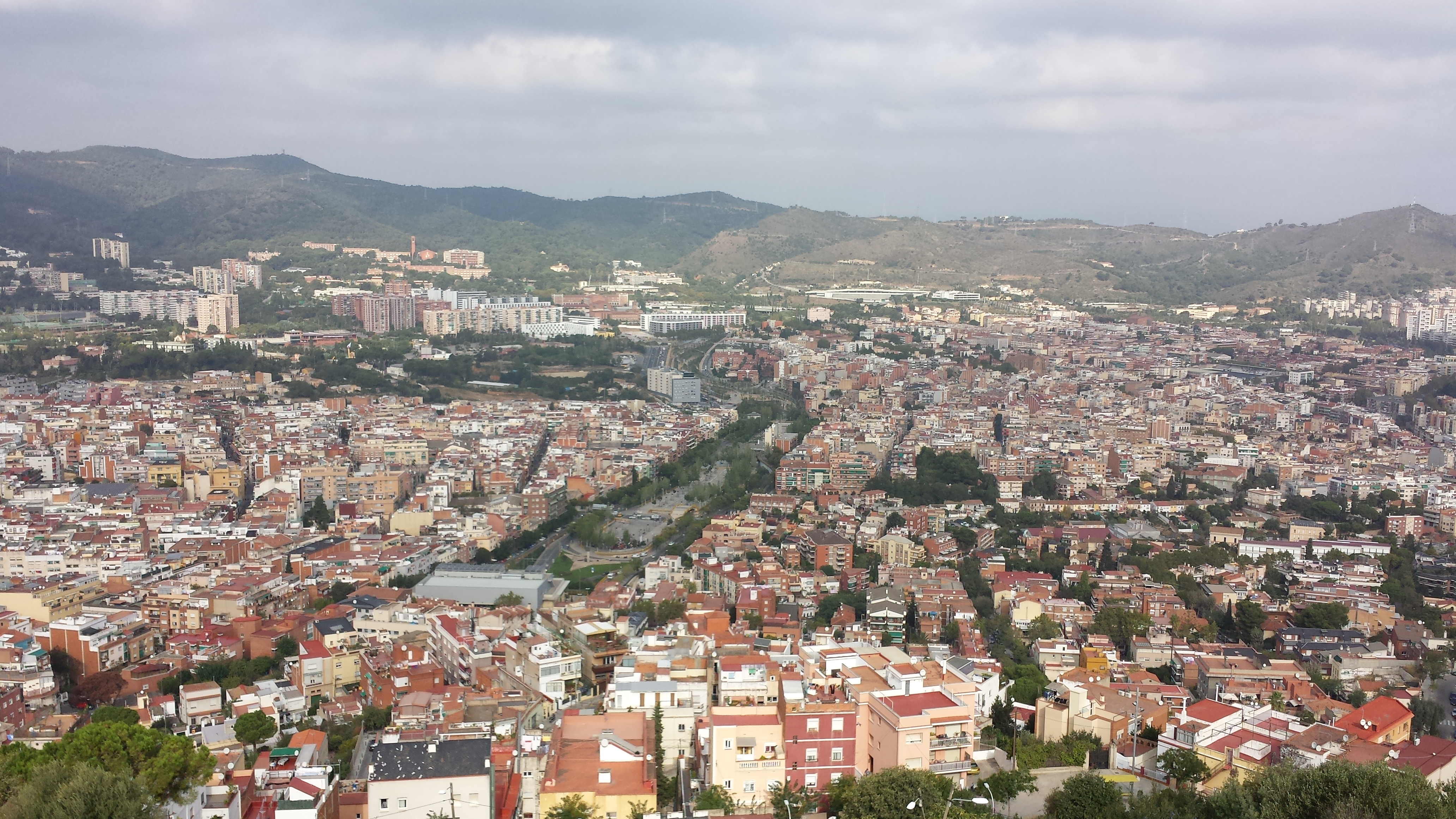
Horta-Guinardó vist des del Turó de la Rovira

El territori és centrat per una àmplia vall, la vall d'Horta, al sector nord-est de la ciutat, entre els districtes de Gràcia i Nou Barris. Al vessant septentrional, vorejant amb els municipis de Sant Cugat i Cerdanyola del Vallès, hi ha els vessants de la serra de Collserola, des de Coll Serola (que dona nom a la serra) a llevant, fins al turó de les Roquetes (305 metres) a ponent, passant pel turó de Sant Genís (amb l'ermita de Sant Cebrià i Santa Justina), els turons de Magarola i de Valldaura (422 metres), i el coll de la Ventosa a l'altre vessant de la vall, el turó de la Creueta del Coll o d'en Falcó (249 metres), el turó del Carmel (267 metres), separats pel coll de Font-rúbia (antic nom del santuari del Coll), el turó de la Rovira (261 metres), amb la font d'en Fargas, muntanyes que han rebut el nom de conjunt de la Muntanya Pelada, i més al nord-est el turó de la Peira (133 metres) o de Montadell.

## Història
Abans que els municipis del pla de Barcelona fossin annexionats a la ciutat de Barcelona, el que avui es coneix com a Horta i Guinardó formava part de tres municipis. Per una banda el sector del Guinardó (el Guinardó i el Baix Guinardó) formava part dels municipis de Sant Martí de Provençals i Sant Andreu de Palomar. La resta formava part del municipi d'Horta que tenia com a nucli principal l'actual barri d'Horta.

### L'antic municipi d'Horta

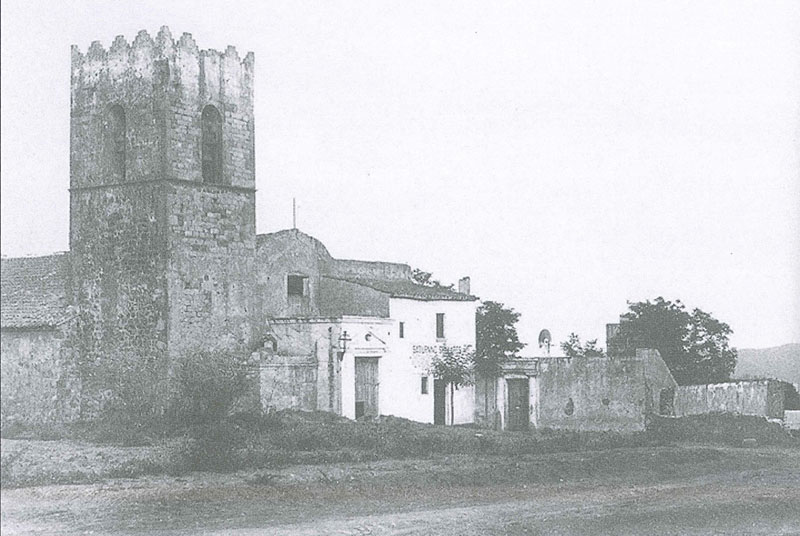
La desapareguda església de Sant Joan d'Horta abans de 1909

La primera referència a Horta és del 965, quan s'esmenta la vall d'Horta en una donació de terres a l'església de Sant Miquel de Barcelona. Entre les famílies que tingueren propietats importants al terme, relacionades amb la noblesa militar i l'Església, hi ha referències a la família Horta des del 1034. Aquesta família va promoure la parròquia de Sant Joan d'Horta, de la que ja es té notícia l'any 1095.
Després del decret de Nova Planta foren regulats els nous municipis de l'administració borbònica i Horta restà sotmès al municipi de Sant Genís dels Agudells, però el creixement del nucli d'Horta feu ja al mateix segle xviii que la casa consistorial s'aixequés (1768) a la plaça de Santes Creus d'Horta, refeta el 1896.
L'escut municipal fins a la primera meitat del segle xix portava el nom de Sant Genís dels Agudells d'Horta i els tres ocells propis de Sant Genís, però després ja perdé el nom i les armes. El 1888 Horta tenia els districtes de Vallcarca i els Penitents, Sant Genís dels Agudells i el Coll, i el 1903, quan fou annexionat, comprenia, a més d'Horta, els barris de la Clota, el Coll, Vallcarca, Sant Genís i els Penitents.
El creixement del nucli de població entre el segle xvi i principi del segle xx està molt lligat a l'existència de grans quantitats d'aigua a la zona, que va fer possible la instal·lació de nombroses bugaderies, fins al punt que a principi del segle xx s'hi rentava roba procedent de tot Barcelona.
El segle xviii representà una recuperació econòmica general al país que incidí especialment a Barcelona i als pobles de la rodalia. Horta tenia dins el seu terme municipal un ampli poblament dispers entre camps i vinyes i les masies feien costat a les cases de nobles i fabricants. La prosperitat es va accentuar amb l'arribada del tramvia a partir de 1901.
Del 1845 al començament del segle la població passà de 1.855 habitants a 6.035 habitants i molts propietaris de masies i terres vengueren les propietats com a solars per a la construcció. Després del 1904 s'empedrà el Carrer Major (des de la riera del carrer de Castelló) i s'urbanitzà la plaça d'Eivissa, que ha desplaçat la de Santes Creus com a centre urbà.
Durant la Setmana Tràgica del 1909, els revoltats es replegaren vers Sant Andreu i Horta i cremaren el convent de les dominicanes i la vella església de Sant Joan. L'ambient dels anys vint fou molt tens i tingué rellevància la Societat de Paletes d'Horta, de caràcter esquerrà i anarquista. Després dels anys foscs de la Dictadura, quan foren clausurats el Centre Català i altres grups i partits polítics, la República aportà una revifalla, reflectida en publicacions com La Vall d'Horta, El boletín o La Peira. El caràcter residencial feu que la població presentés durant la Guerra Civil una relativa normalitat (els primers incidents tingueren lloc als carrers de Fulton i d'Horta, a causa de la FAI, que ocupava la masia de Can Querol) i la postguerra fou igualment tranquil·la fins a la gran onada immigratòria dels anys 1950-60, que comportà unes grans transformacions sociològiques.
Els carrers més característics de la part antiga són la Rambla de Cortada, el carrer de Feliu i Codina, de Salses, de Canigó, dels Mestre Dalmau. La substitució de les cases de planta baixa per blocs de pisos ha representat, a més de la pèrdua del caràcter tradicional, una densitat demogràfica que ha fet insuficients els equipaments.

### Les masies
A part les torres modernistes que resten, les millors al carrer de Campoamor, tenen un gran interès les antigues masies, unes 45, algunes de pagès i altres de nobles i gent adinerada, de les quals en resten unes 10.
Can Cortada, al final del carrer de Campoamor, és una vella construcció medieval, antiga torre fortificada que correspon a la fundada per la família Horta, l'antic propietari, Marià d'Oriola-Cortada, comte de la Vall de Merlès, tenien el patronat de l'església de Sant Joan; conserva finestrals gòtics d'èpoques diferents; en el seu entorn van aparèixer restes d'una vil·la romana. Can Querol, al passeig de Maragall, prop dels carrers de Petrarca i de Sant Alexandre, és un edifici del segle xviii de planta quadrada amb bonics esgrafiats, reformat i ampliat, que estatja la residència d'ancians de la Fundació Valleja-li. can Fargues, al carrer de Frederic Rahola, prop del passeig de Maragall i del carrer de Peris Mencheta, Can Mariner és el carrer d'Horta cantonada amb el del Vent. També cal citar ca N'Andalet, seu del centre territorial de Barcelona Activa a Horta i Guinardó, a la Clota; Can Carabassa, edifici neoclàssic seu del col·legi SAFA; Can Masdeu, Can Fontaner, Can Notari, Ca la Sínia, Can Papanaps, Can Travi Vell, Can Travi Nou, Can Sangenís, Can Baró, etc.

#### Can Fargues
Can Fargues ja es troba documentada a la darreria del segle xii i fou coneguda al segle xix com a mas Pujol. La torre romànica està inclosa en el Catàleg de Protecció del Patrimoni Arquitectònic amb la màxima protecció (nivell B o Bé Cultural d'Interès Local). Can Fargues és una de les masies que millor ha suportat el pas del temps i ofereix ua imatge medievalista, insòlita dins el paisatge urbà de Barcelona.
Els jardins que envolten la masia tenen una superfície de 2000 m². La zona verda està formada per dos espais enjardinats diferents: el de la part superior, més assolellat i amb vegetació de clima càlid, i el de la part nord, d'estil romàntic, amb espècies resistents al fred, vegetació tupida i grups de casuarines que arriben als quinze metres d'altura. A més, l'espai disposa d'una plaça circular amb un estanc i bancs de pedra.

### Jardins del Laberint

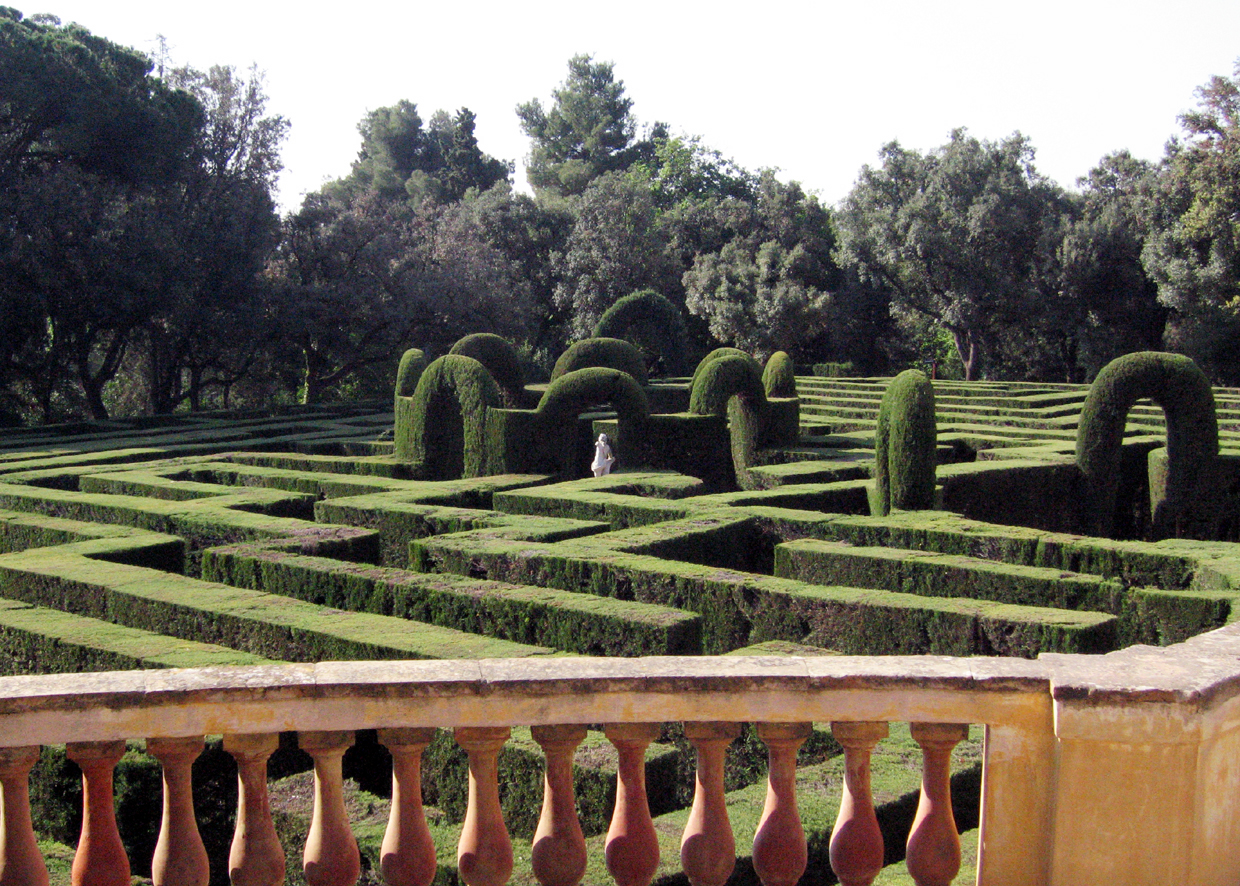
Parc del Laberint d'Horta

El Parc del Laberint d'Horta forma un notable conjunt, actualment de propietat del municipi de Barcelona, al voltant d'una antiga mansió dels Vallseca i després dels Roger, que passà al segle xviii als Desvalls, marquesos del Poal i de Llupià i després d'Alfarràs (resten vestigis de l'antiga Torre Sobirana darrere el palau construït al segle passat, amb façana neomusulmana). Els jardins foren creats a partir del 1793 per Joan Antoni Desvalls i d'Ardena (que fou un destacat matemàtic i científic) amb l'ajuda del mestre d'obres Andreu Valls i segons plans de l'enginyer italià Domenico Bagutti; el cercle de xiprers i les conduccions d'aigua són del 1797-99 i fou decorat amb escultures, un templet i balustres. Els jardins són al passeig de la Vall d'Hebron, al nord de l'antic poble (passeig que ressegueix l'anomenada carretera de Cornellà a Fogars de Tordera, oberta el 1869), al peu de Collserola, entre les Llars Mundet i l'accés a Can Papanaps. Actualment són un jardí-museu i en una part de l'edifici hi ha oficines de l'Institut Municipal de Parcs i Jardins.

## Economia

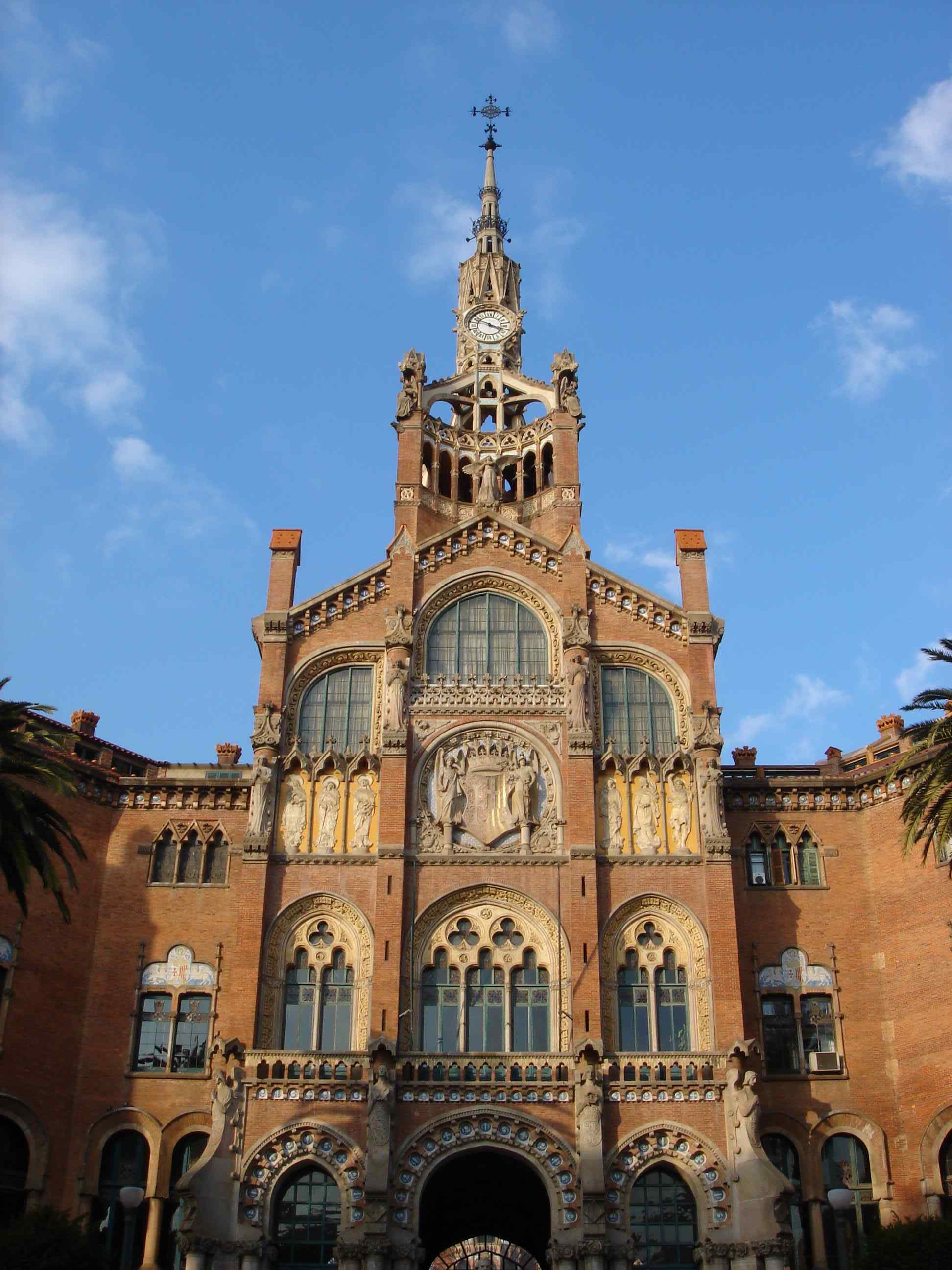
Hospital de la Santa Creu i Sant Pau

La ubicació perifèrica del districte al sector nord-est de la ciutat el situa a una certa distància dels principals eixos terciaris de desenvolupament de Barcelona: Passeig de Gràcia i Diagonal fins a la Gran Via de Carles III i bona part de l'Eixample, àrees on es concentren les activitats terciàries més especialitzades (finances i assegurances, comerç de luxe…)
L'estructura econòmica del districte es basa en els serveis de consum, concretament en el comerç al detall i altres serveis al consumidor, mentre que els serveis destinats a les empreses són molt poc significatius, i representats pels serveis distributius (comerç a l'engròs i magatzems).
De la mateixa manera si bé l'activitat industrial disposa d'un pes relatiu considerable, la majoria de sectors que la componen tenen un caràcter residual. Aquesta estructura econòmica va lligada a la funció urbana residencial pròpia del districte, és a dir, aquest s'ha dotat de tota una sèrie de serveis orientats a satisfer les necessitats bàsiques de proximitat per als habitants.
D'altra banda, l'existència d'infraestructures hospitalàries, com la Ciutat Sanitària de la Vall d'Hebron o l'Hospital de Sant Pau, d'establiments que fabriquen productes farmacèutics i d'activitats generades a partir d'aquestes implantacions, atorguen al districte un caràcter específic i un cert nivell d'especialització en temes sanitaris i farmacèutics.

### Bugaderes i pellaires
Entre les activitats econòmiques, a part de les tradicionals agropecuàries, que donaren una nova vitalitat al barri, la més característica fou la de les bugaderes, les dones que es dedicaven a rentar la roba de la gent de Barcelona, amb les quals anava lligada tota una indústria relacionada amb la roba i l'aigua. La indústria de la pell era representada per l'Adoberia de Barcelona de l'empresa Deu i Companyia (1789), instal·lada a Can Fontaner, antiga casa d'esbarjo, i altres adoberies, i també hi hagué fàbriques de midó. L'activitat de bugaderes i pellaires fou la predonimant fins a l'inici del segle xx, i de la pell derivaren sabaters, guarnicioners, guanters i relligadors. El carrer d'Aiguafreda és una mostra viva del passat laboral de la zona.

## Associacionisme i cultura
Entre les entitats culturals i associatives que han centrat la vida del barri, destaca el Centre Parroquial dels Lluïsos d'Horta, fundat el 1866 a Cal Xicus (carrer Baix d'en Mariner) per mossén Lluís Cantarella, amb seccions d'excursionisme, fotografia, biblioteca, centre literari i teatral. Dels organismes filials en destaquen l'Esbart d'Horta fundat per J.M. Castells i Andilla, i els Grup d'Estudis Teatrals d'Horta, nascut sota la iniciativa de Josep Montanyès el 1964. L'Ateneu fou fundat el 1868 amb el nom de Círcol Hortenc i compta amb biblioteca, secció d'escacs, sala d'activitats artístiques, etc. La Vanguàrdia Obrera, fundada el 1894 per a pujar el nivell cultural dels seus associats, formà part del moviment cooperatiu català a través de la Federació de Cooperatives de Consum i altres entitas; en depenguerem escoles, seccions de música, esports, etc.
El Foment és una entitat molt arrelada a Horta; fou fundada el 1887 com a continuació de la Societat Casino Familiar de la plaça de Santes Creus i el 1917 amb el nom de Foment Hortenc s'instal·là al local del carrer Alt d'en Mariner (edifici de Pere Serra i Pau); destruït pel foc el 1946, es reconstruí el 1948 i té sala de reunions, conferències i exposicions i disposa d'una biblioteca; en depenen un bon grup de teatre.
Altres entitats es dediquen més intensament a l'esport, com el Club de Tennis Horta (del 1912), en terrenys de l'església vella, la Unió Atlètica d'Horta, la Unió Esportiva d'Horta, el Club Horta Futbol Sala, la Unió Excursionista d'Horta, que alhora també compleixen una funció de tipus cívic i cultural.
Entre els centres assistencials, molt nombrosos a Horta i que depassen completament l'àmbit del barri, citem primer la Institució o Patronat Ribas, asil d'orfes fundat per Lluís Ribas i Regordosa, edifici de l'arquitecte Enric Sagnier, voltat de jardins, avui institut de formació professional i de batxillerat. Entre les Heures i el Laberint hi ha el gran complex assitencial centrat per les Llars Anna Gironella de Mundet, que ha recollit moltes de les instal·lacions de la casa de Caritat de Barcelona. Ja el 1915 la Diputació de Barcelona instal·là, gràcies al suport econòmic de la Fundació Albà (instituïda per Miguel Albà i Andreu), un centre hospitalari d'aquest nom, a l'antiga Torre dels Frares i un edifici bastit per F.de P. Villar i Carmona (acabat per B.Bassegoda). La donació de l'empresari santantonienc Artur Mundet i Carbó (1954) impulsà la Diputació de Barcelona a bastir aquest conjunt assistencial, a partir d'un edifici inacabat del 1927 i nous pavellons, obra de l'arquitecte Manuel Baldrich, per a residència de vells i també escoles i centres de reeducació d'infants; els edificis són ornats amb obres de bons pintors i escultors (Subirachs, Clarà, E.Serra, Tharrats, Guinovart, etc.); l'Hospital de Sant Rafael, especialitzat en infants, és damunt del passeig el passeig de la Vall d'Hebron (fins al 1967 a les Corts); al seu costat hi ha la gran Ciutat Sanitària de la Vall d'Hebron, amb un conjunt de 2.300 llits i ambulatori, una de les més grans i ben equipades de l'Estat. Prop, al sector de Can Papanaps, hi ha l'Institut Municipal de Psiquiatria, bastit a partir del 1971.
En el camp de l'ensenyament, Horta té una bona tradició que arrenca de la labor d'un mestre prestigiós, Francesc Comerma i Bachs, i de la labor d'algunes escoles laiques, com les escoles de la cooperativa La Vanguàrdia Obrera, renovades, que es van mantenir fins al 1975. De les estatals s'ha de destacar l'Escola Unitària fundada el 1906 i que era a l'edifici de l'antic ajuntament d'Horta a la plaça de Santes Creus, avui en dia, Centre de Serveis Socials. Fou interessant l'escola que funcionarà durant la Guerra Civil a Can Glòria, aquesta Escola Productiva, on els mateixos alumnes explotaven i comercialitzaven terres de conreu. Entre les confessionals, es destaca l'Escola Parroquial creada el 1904 per mossèn Josep Bundó i Vidal, de sensibilitat molt catalana i arrelada al poble, que passà el 1912 als germans de la Doctrina Cristiana (Escoles La Salle-Horta). El col·legi de les dominicanes de l'Anunciata, creat el 1878, té també una bona tradició (fou visitat per Maria Montessori). El 1913 s'inaugurà l'École Ménagère, primera escola de la llar a l'Estat espanyol.

## Personatges cèlebres
- Santiago Rusiñol, que visqué a Can Cortada
- Miquel Utrillo
- Rafael Llimona i Benet
- Joan Brossa
- Juan Marsé
- Joaquim Carbó
- Màrius Serra
- Feliu Formosa
- Joan Josep Isern
- Marta Pessarrodona
- Estanislau Torres
- Sergi Mas i Abad
- Manuel Valls
- Roser Capdevila

## Entitats
- Plataforma Can Baró[cal citació]
- Unió Atlètica d'Horta
- Diables d'Horta
- Diables del Carmel
- Parròquia del Crist Redemptor
- Unió Esportiva Horta
- Ateneu Popular Independentista del Guinardó "La Bullanga".[cal citació]
- Ateneu Popular La Bugadera d'Horta.[cal citació]
- Xarxa d'Habitatge d'Horta -Guinardó.[cal citació]
- AEIG El Carmel[cal citació]
- Associació Carmel Amunt[cal citació]
- Fundació els 3 Turons[cal citació]